# Scoliosia brunnescens
Scoliosia brunnescens är en fjärilsart som beskrevs av Rothschild 1912. Scoliosia brunnescens ingår i släktet Scoliosia och familjen björnspinnare. Inga underarter finns listade.